# Elena Andreyevna Fadeyeva
Elena Andreyevna Fadeyeva (Елена Андреевна Фадеева), também conhecida como Helena de Fadeyev (Rzhishchevo, 1814 - Odessa, 6 de julho de 1842), foi uma nobre e escritora russa, também foi a mãe de Helena Blavatsky.
Era filha da princesa Helena Dolgoruki e de Andrei Mikhailovich Fadeyev. Em 1830 casou-se com Pyotr Alekseyevich Gan, e com ele teve os filhos Helena, Alexander, Vera e Leonid. Seu casamento não era feliz e ela se refugiou na literatura, escrevendo novelas sob o pseudônimo de Zeneida R-va e cujo tema principal eram as mulheres oprimidas. Suas novelas tiveram boa circulação e foi comparada por alguns críticos a George Sand e teve um pepel no movimento feminista russo. Entre suas obras estão:
- Ideal
- Utballa
- Jelalu'd-din
- Theophania Abbiadjio
- Medalhão
- Lubonka
- Um camarote na Ópera de Odessa
- O Julgamento do Mundo
- Um Dom Inútil